# 비르예르 얄

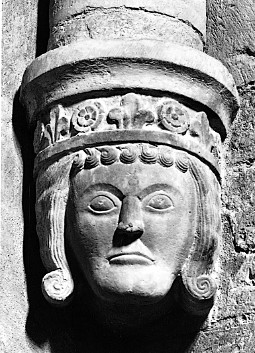

비르예르 얄(Birger Jarl, 1210년 경 – 1266년 10월 21일, 본명: 비르예르 망누손, Birger Magnusson)은 스웨덴의 정치가이자 섭정인 얄 (스웨덴)이자 비엘보가(House of Bjälbo)의 일원으로 스웨덴의 통일에 중추적인 역할을 했다. 첫 번째 결혼은 그의 권력 기반을 만든 스웨덴의 잉에보리 에릭스도테르 공주와 결혼한 것이었다. 비르예르는 핀란드에서 스웨덴의 통치를 확립한 제2차 스웨덴 십자군을 이끌었다. 또한 그는 전통적으로 1250년경 스웨덴 수도 스톡홀름을 건립한 것으로 알려져 있다. 비르예르는 dux sveorum et Guttorum("스비아인과 기트인 공작")이라는 라틴어 칭호를 사용했다.

## 같이 보기
- 핀란드의 군주